# Universität Kreta
Die Universität Kreta (griechisch Πανεπιστήμιο Κρήτης) ist eine griechische Universität auf der Insel Kreta mit Standorten in Rethymno und Iraklio.

Studentenwohnheim und Bibliothek am Standort Rethymno

## Geschichte
Die Universität wurde 1973 gegründet. Die schon länger bestehenden Pläne zur Gründung einer Universität auf Kreta waren in den 1960er Jahren in eine entscheidende Phase getreten. Erbittert stritten die größeren kretischen Städte um den Sitz der Universität. Der aus Rethymno stammende General Stylianos Pattakos, ab 1967 als Innenminister lange Zeit „zweiter Mann“ des griechischen Militärregimes, erreichte, dass der Sitz zunächst seiner Heimatstadt zugesprochen wurde. Diese Entscheidung wurde nach dem Zusammenbruch der Juntaherrschaft 1974 wieder in Frage gestellt. Ministerpräsident Konstantinos Karamanlis löste den Streit durch einen Kompromiss: Iraklio erhielt die medizinisch-naturwissenschaftlichen und Rethymno die geisteswissenschaftlichen Fakultäten der Universität Kreta, Chania wurde Sitz der staatlichen Technischen Universität Kreta (griechisch Πολυτεχνίο Κρήτης, „Polytechnikum“).

Übersichtsplan des Standorts Rethymno

## Fakultäten
Die Universität ist neben der Technischen Universität Kreta die einzige Universität auf der Insel und bietet an fünf Fakultäten (griechisch σχολές, „Schulen“) insgesamt 20 Studienfächer an.
- Philosophische Fakultät (Rethymno)
- Sozialwissenschaftliche Fakultät (Rethymno)
- Pädagogische Fakultät (Rethymno)
- Naturwissenschaftliche Fakultät (Iraklio)
- Medizinische Fakultät (Iraklio)

## Persönlichkeiten
Professoren:
- Jorgos Canacakis (1935–2024), Psychologe und Psychotherapeut
- Hagen Fleischer (* 1944), Historiker
- Skevos Papaioannou (* 1947), Soziologe
- Walter Puchner (* 1947), Theaterwissenschaftler
- Petros Themelis (1936–2023), Klassischer Archäologe
- Christos Yannaras (1935–2024), Philosoph, Gastprofessor
- Nena Galanidou (* 1966), Archäologin

Alumni:
- Ulrich Moennig (* 1961), Byzantinist und Neogräzist, Gasthörer und Gastdozent

Doctores honoris causa:
- Kyriacos Costa Nicolaou (* 1946), Chemiker